# PRC 1 SJO Caldeira de Santo Cristo

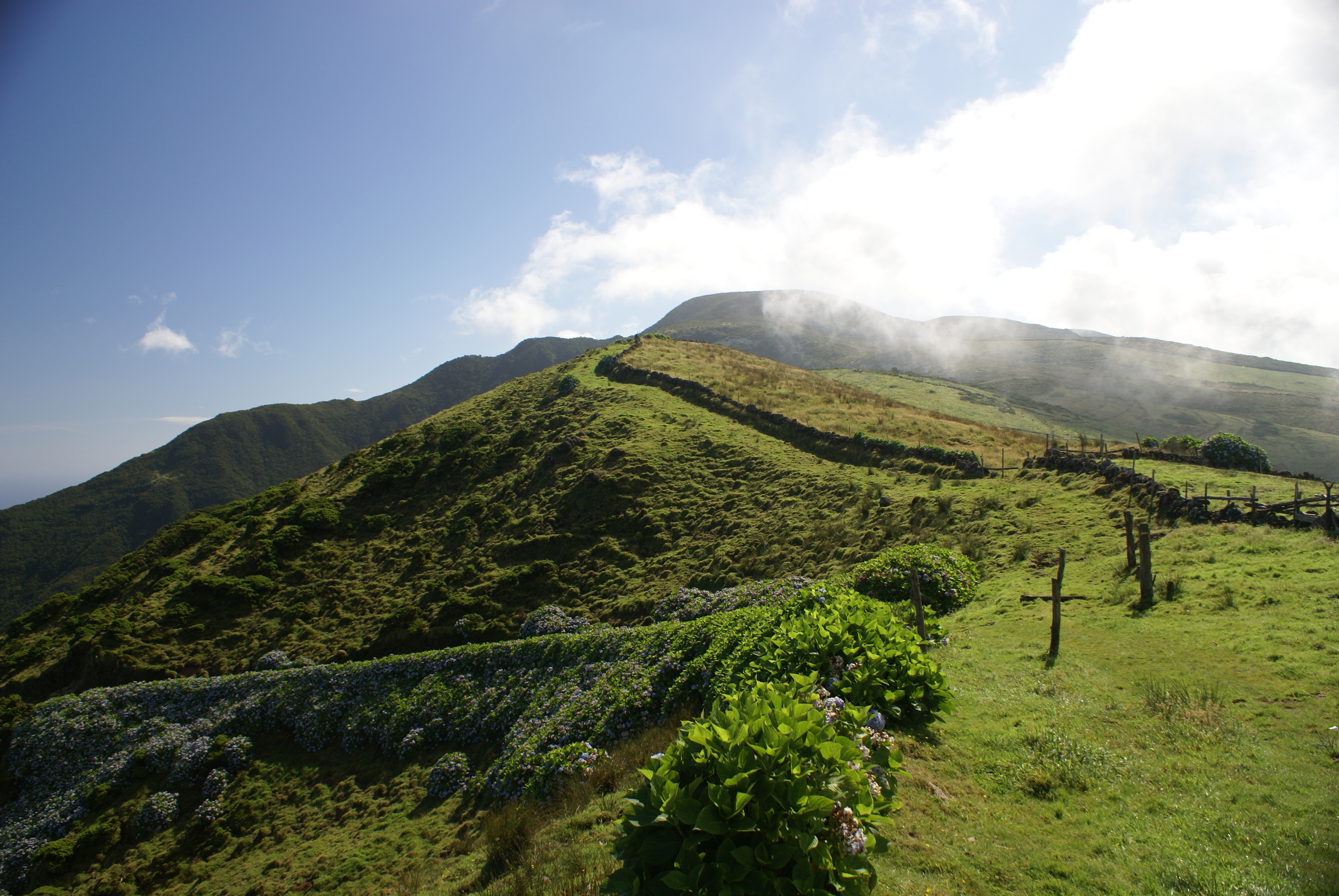
Caminho pedestre da Serra do Topo para a Fajã de Santo Cristo, vista.

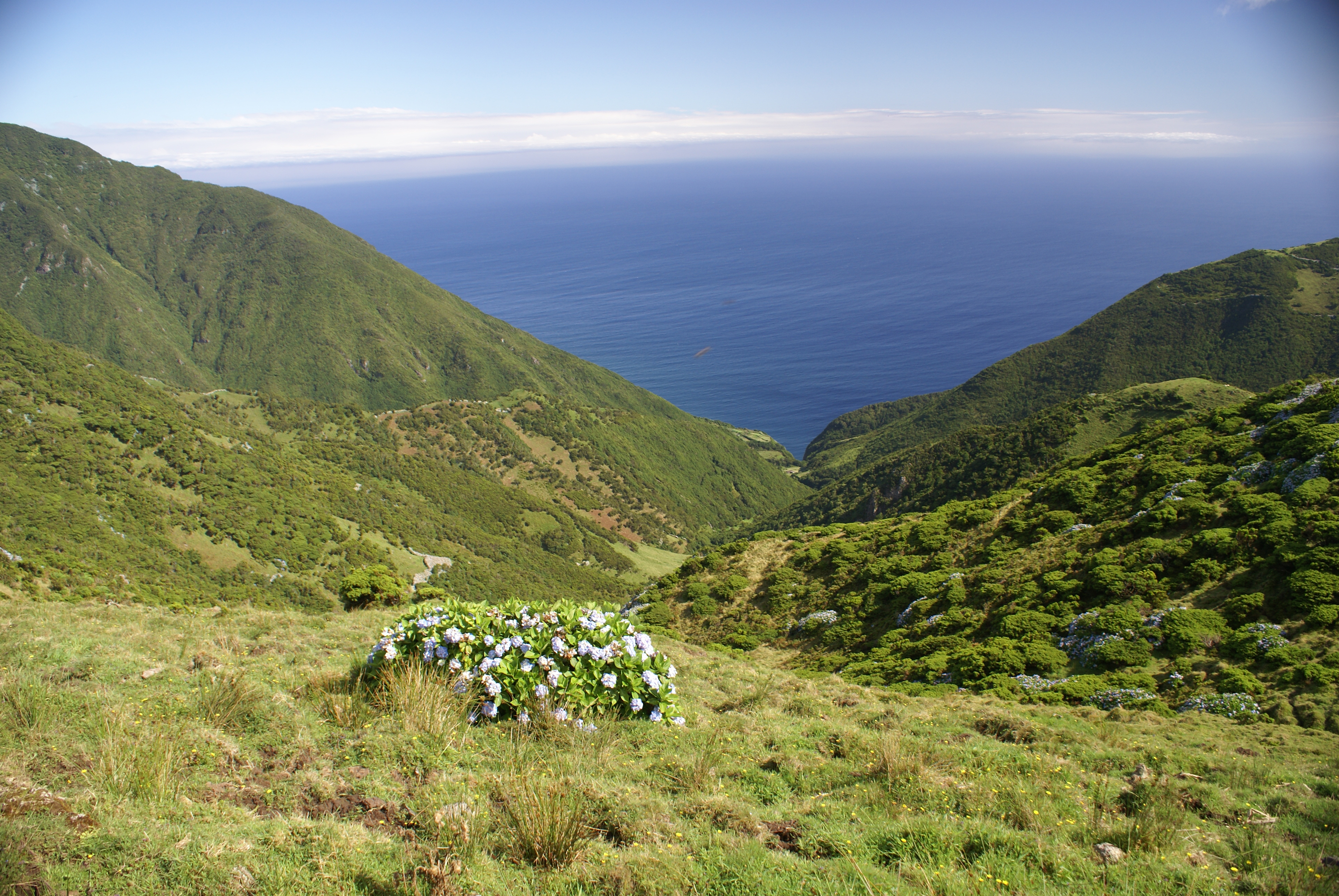
Caminho pedestre das Serras do Topo para a Fajã de Santo Cristo, Vistas.

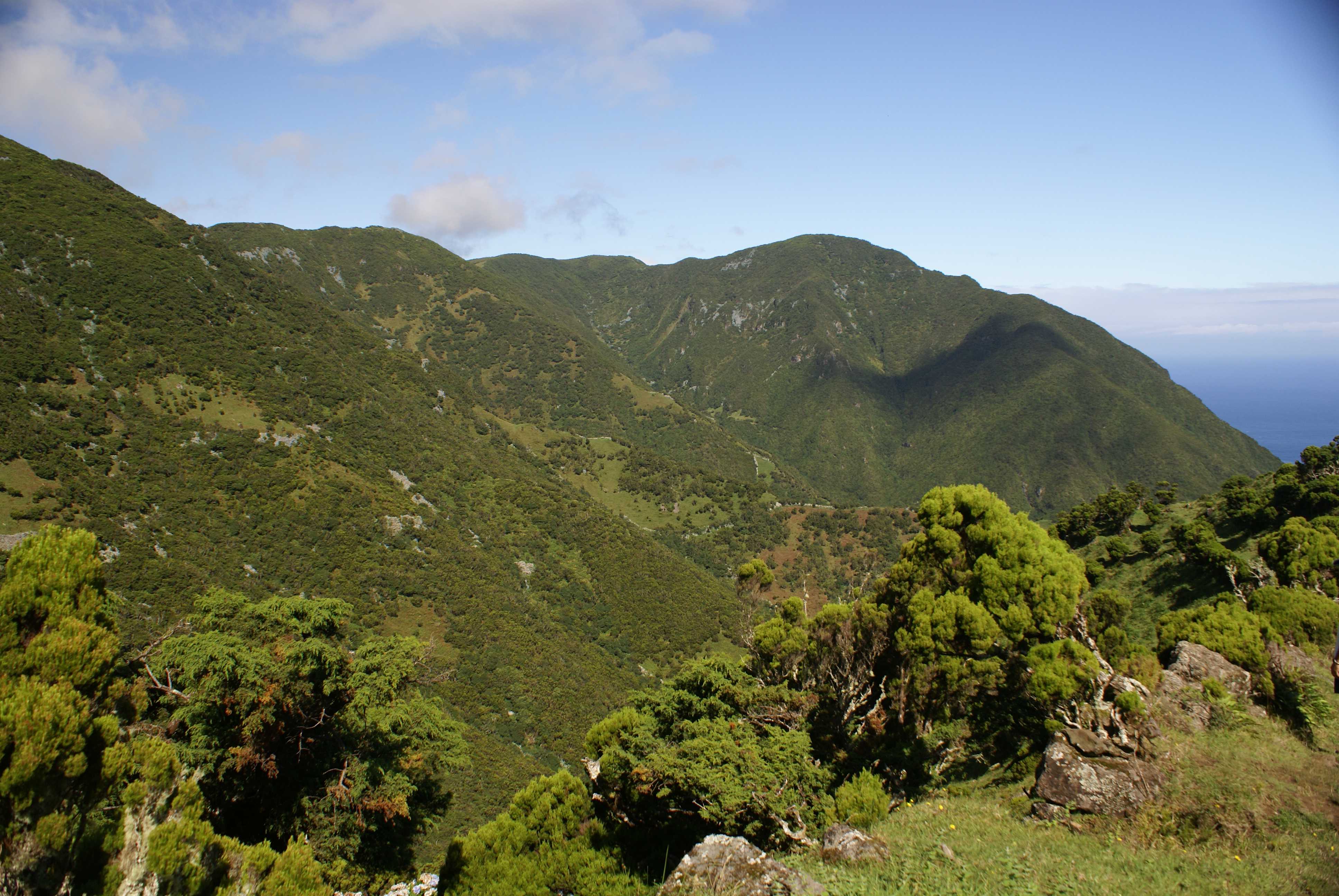
Caminho pedestre da Serra do Topo para a Fajã de Santo Cristo, vista.

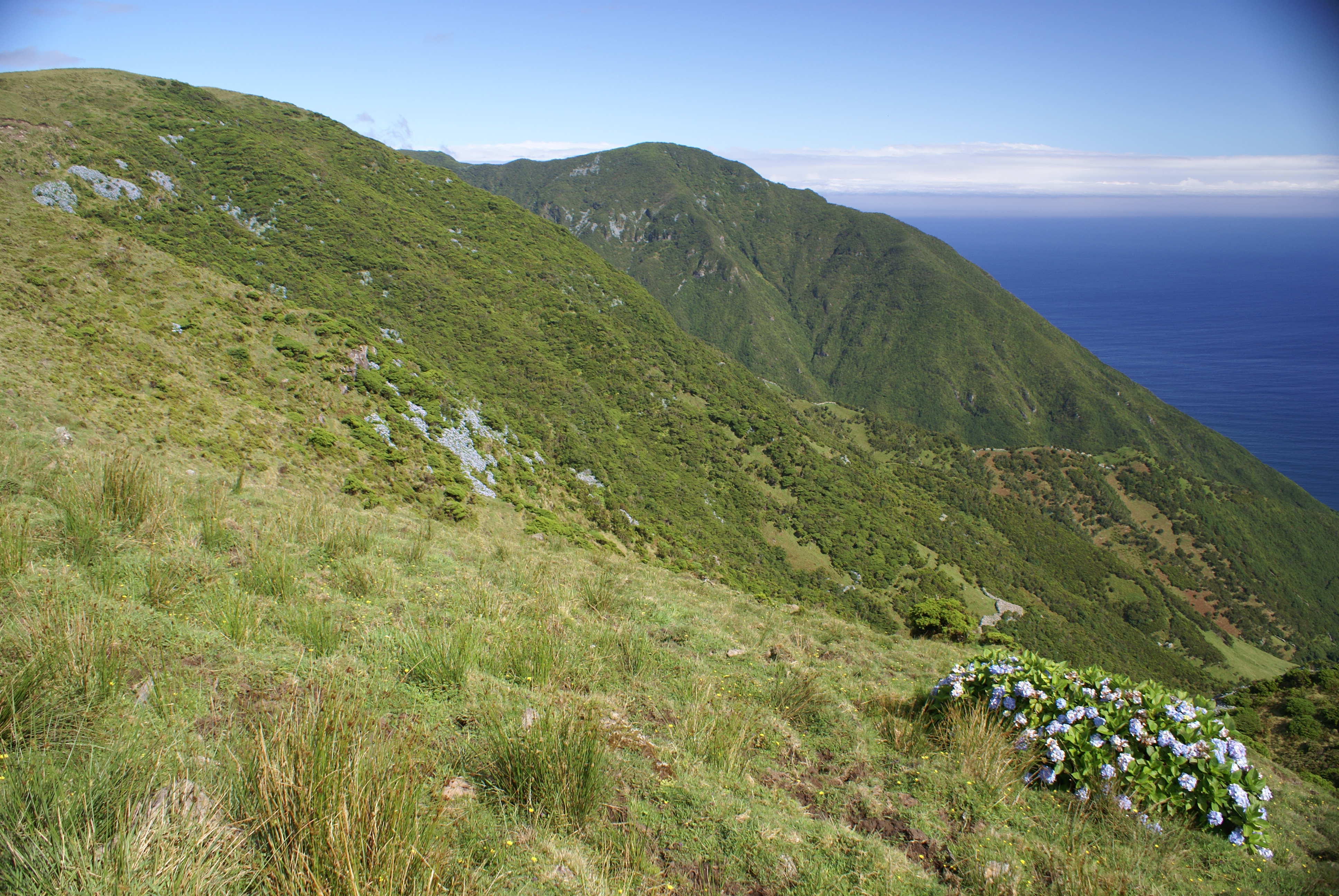
Caminho pedestre da Serra do Topo para a Fajã de Santo Cristo, Vistas.

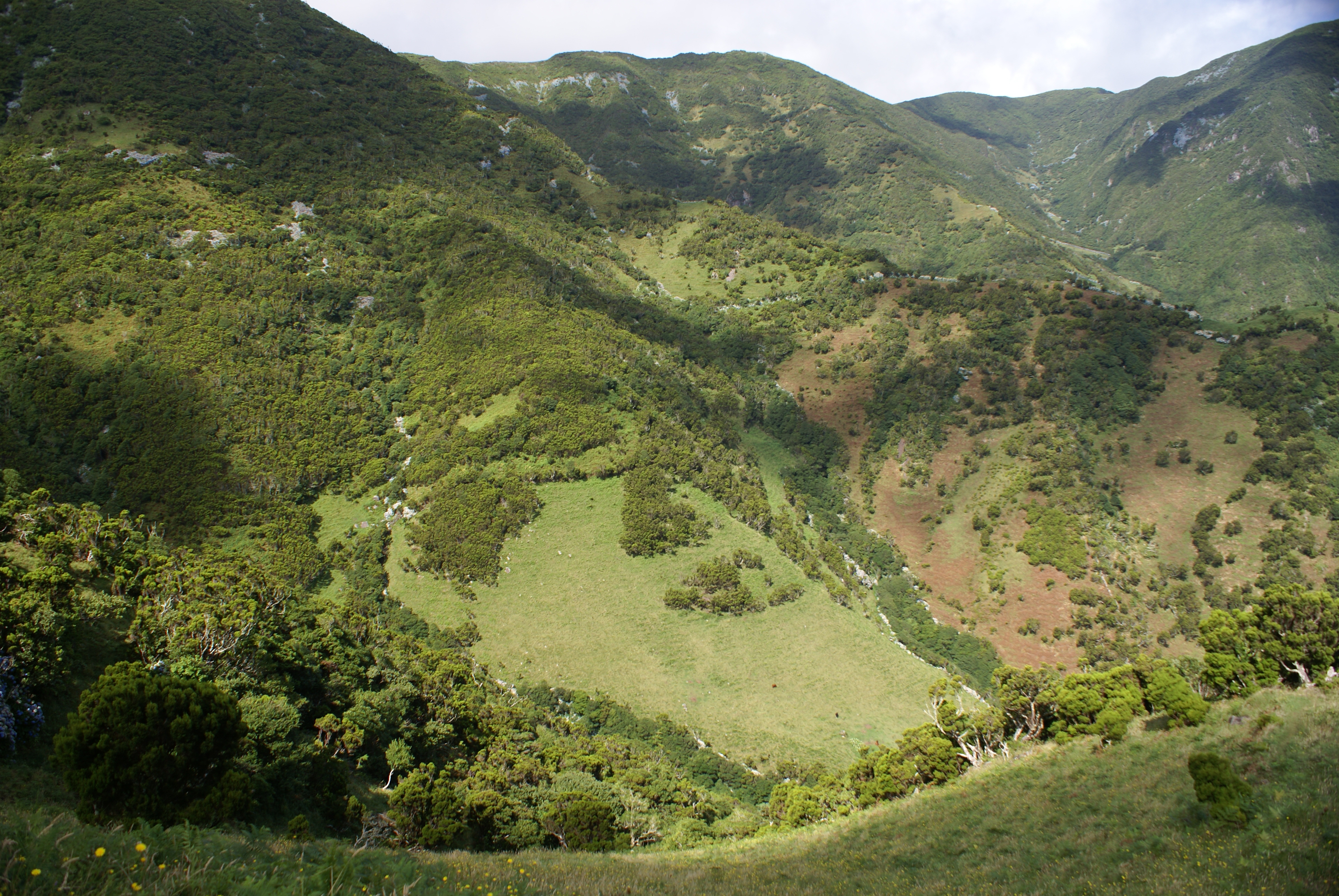
Caminho pedestre da Serra do Topo para a Fajã de Santo Cristo, vista.

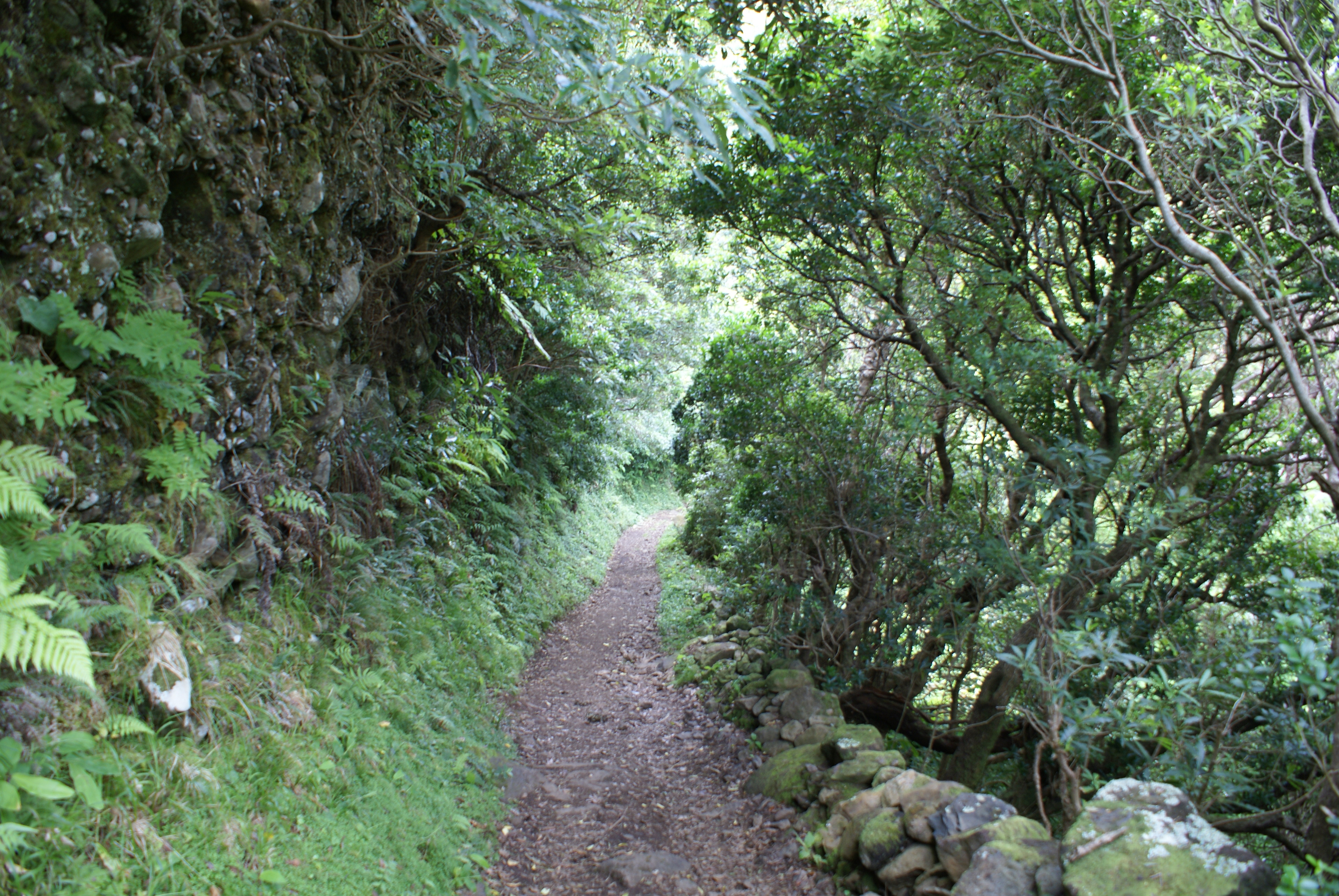
Caminho pedestre da Serra do Topo para a Fajã de Santo Cristo, Trilho.

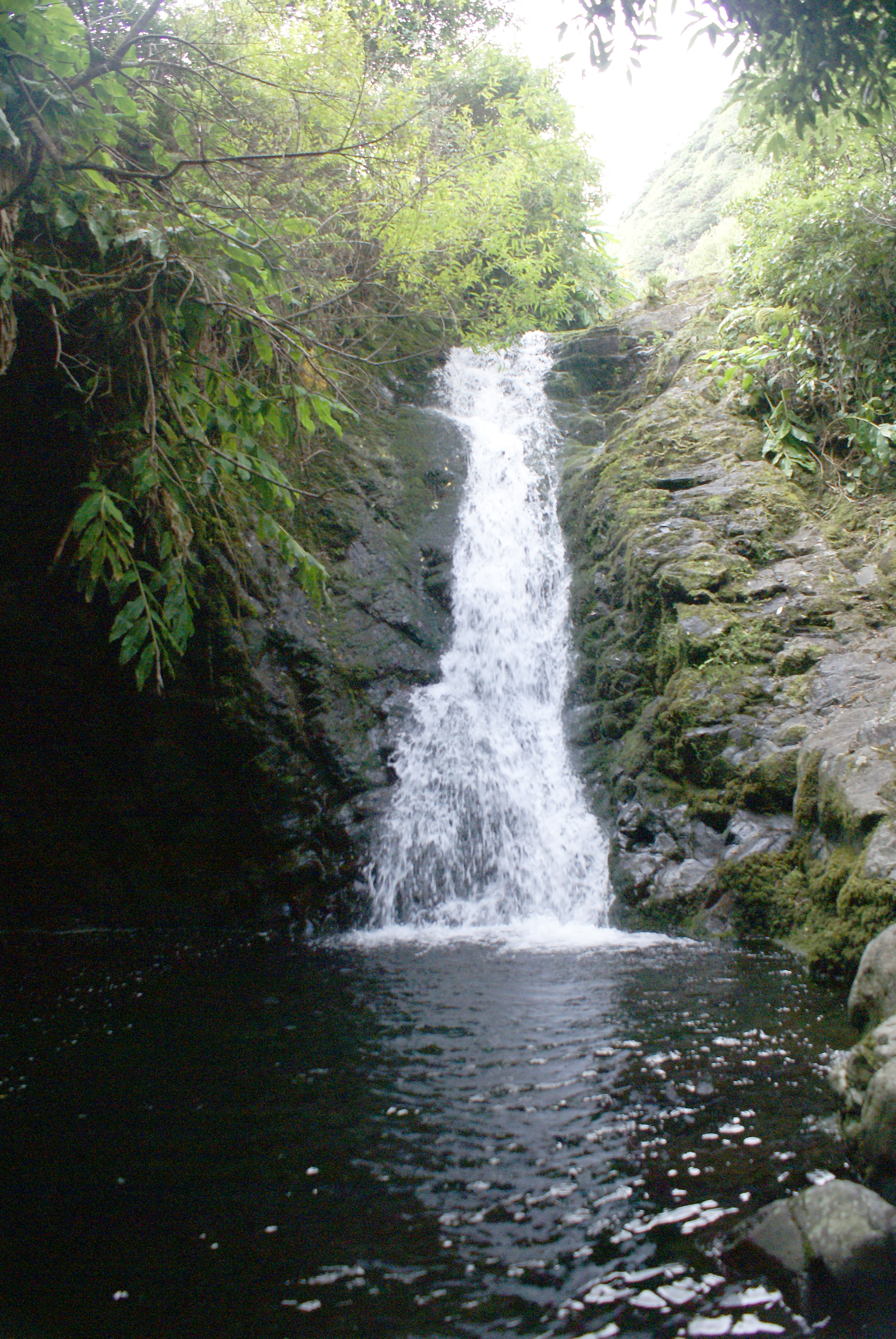
Caminho pedestre da Serra do Topo para a Fajã de Santo Cristo, a Cascata da Fajã de Santo Cristo.

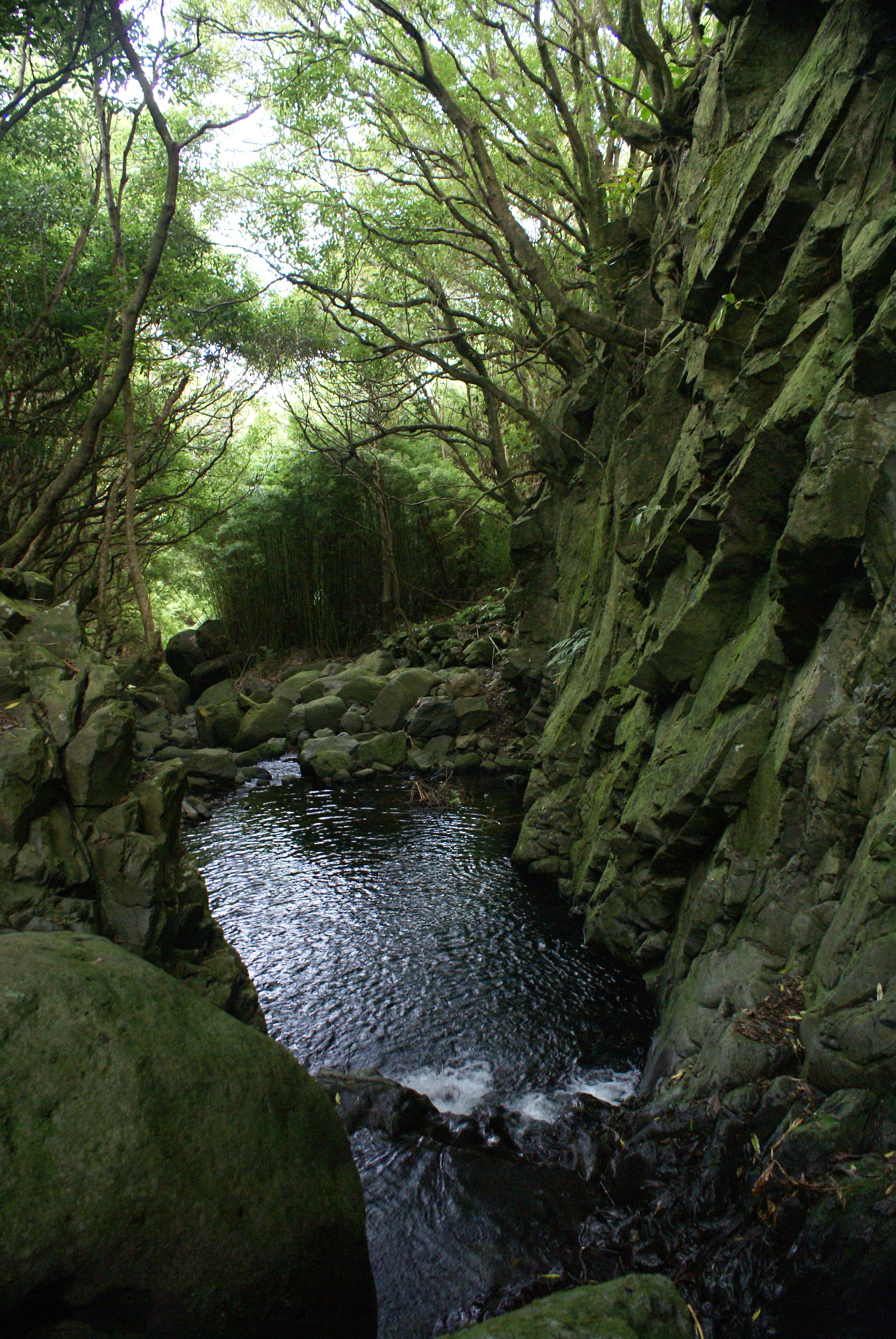
Caminho pedestre da Serra do Topo para a Fajã de Santo Cristo, a Cascata da Fajã de Santo Cristo.

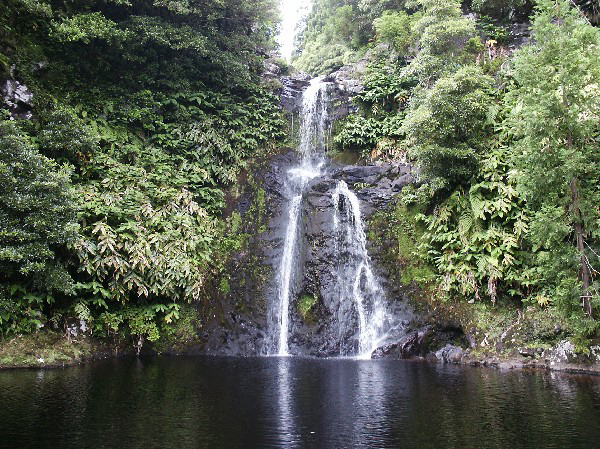
Caminho pedestre da Serra do Topo para a Fajã de Santo Cristo, lago da Cascata da Fajã de Santo Cristo.

O Percurso Pedestre da Caldeira da Fajã de Santo Cristo, é um percurso pedestre, que se encontra entre os mais extraordinários da ilha de São Jorge, dada a paisagem que atravessa é também denominado por PRC 1 SJO Caldeira de Santo Cristo e localiza-se no concelho da Calheta, ilha de São Jorge, Arquipélago dos Açores.

## Descrição
Este percurso que tem inicio no Complexo Vulcânico do Topo, vulgarmente denominado Serras do Topo a cerca de 700 metros de altitude, encontra-se devidamente assinalado e tem um indicie de dificuldade médio. 
Estende-se pelo espaço compreendido entre o Parque Eólico da ilha de São Jorge a Caldeira de Cima, seguindo desta para a Fajã da Caldeira de Santo Cristo. 
Atravessa toda uma zona de protecção especial da natureza, designadamente classificada como Reserva Natural, pelo Governo Regional dos Açores, especialmente por causa da existência de amêijoas na sua lagoa denominada: Lagoa da Fajã de Santo Cristo e mais tarde foi classificada como Sítio de Importância Internacional ao abrigo da Convenção de Ramsar - (Convenção sobre as Zonas Húmidas de Importância Internacional), relativa às Zonas Húmidas de Importância Internacional como Habitat de Aves Aquáticas, graças à sua lagoa.
Toda esta área geográfica apresenta uma espantosa riqueza da fauna e flora de plantas endémicas da Macaronésia, típica das Floresta da Laurisilva que constituem um habitante único na ilha.
Este caminho pedonal tem uma extensão de 5 quilómetros e além das vista de montanha que oferece permite ao caminhante, por volta de maia encosta, matar a sede e tomar banho numa nascente de águas cristalinas que dão forma a uma cascata a Cascata da Fajã de Santo Cristo que depois de formar uma piscina natural desce as escarpas saltitando montanha abaixo ao encontro do mar.
Ao atravessar este percurso o caminhante vai encontrar uma curiosa vegetação endémica típica da Macaronésia onde proliferam grandes aglomerados de briófitas, formações musgosas de grandes dimensões e aglomerados de Cedro-do-mato (Juniperus brevifolia), o louro (Laurus azorica) e o sanguinho (Frangula azorica). 
Surgem ainda a malfurada (Hypericum foliosum), a urze (Erica azorica). 
A nível da fauna destacam-se não só os pássaros de pequenas dimensões que são muitas vezes acompanhados por aves de grande porte como as aves de rapina. Assim, surge, além das aves caracteristicamente terrestres como o pombo-torcaz-dos-Açores (Columba palumbus azorica), o milhafre ou queimado (Buteo buteo rothschildi), a Lambandeira (Motocilla cinérea) e o melro-preto (Turdus merula azorensis), as aves marinhas como a gaivota (Larus cachinnans atlantis) e o garajau-comum (Sterna hirundo), o cagarro, e dezenas de outras aves migratórias que passam pela lagoa a caminho do seu destino.
Assim esta área apresenta-se como uma zona de nidificação e de passagem de aves em via de extinção, mas também com colónias que é importante preservar. 

## Espéciesornitológicasobserváveis ao longo do ano
- Gaivina (Laridae)
- Freira-do-bugio (Pterodroma feae)
- Cagarra-de-cory (Calonectris diomedea) (65% da população mundial desta espécie reproduz-se nos Açores)
- Estapagado (Puffinus puffinus)
- Angelito (Oceanodroma castro)
- Rabo-de-palha-de-bico-vermelho (Phaethon aethereus)
- Marrequinha-comum (Anas crecca)
- Pato-real (Anas platyrhynchos)
- Codorniz (Coturnix coturnix)
- Galinha-d'água-comum (Gallinula chloropus)
- Borrelho-de-coleira-interrompida (Charadrius alexandrinus)
- Narceja (Gallinago gallinago)
- Galinhola (Scolopax rusticola)
- Gaivota-do-cáspio (Larus cachinnans)
- Garajau-comum (Sterna hirundo)
- Garajau-rosado (Sterna dougallii)
- Garajau-escuro (Sterna fuscata)
- Pombo-das-rochas (Columba livia)
- Pombo-torcaz-dos-açores (Columba palumbus azorica)
- Mocho-pequeno (Asio otus)
- Alvéola-cinzenta (Motacilla cinerea)
- Estorninho-malhado (Sturnus vulgaris)
- Toutinegra-de-barrete-preto (Sylvia atricapilla)
- Estrelinha-de-poupa (Regulus regulus)
- Pisco-de-peito-ruivo (Erithacus rubecula)
- Melro-preto (Turdus merula)
- Pardal-comum (Passer domesticus)
- Canário (Serinus canaria)
- Verdilhão (Carduelis chloris)
- Pintassilgo (Carduelis carduelis)

## Fauna marítima observável na fajã
- Solha (Bothus podas maderensis)
- Salmonete (Mullus surmuletus)
- Peixe-balão (Sphoeroides marmoratus)
- Garoupa (serranídeos)
- Bodião (labrídeos)
- Sargo (Dictyota dichotoma)
- Ouriço-do-mar-negro (Arbacia lixula)
- Ouriço-do-mar-roxo (Strongylocentrotus purpuratus)
- Lapa (Docoglossa)
- Peixe-porco (Balistes carolinensis)
- Caranguejo-eremita (Calcinus tubularis)
- Peixe-rei (Coris julis)
- Polvo (Octopus vulgaris)
- Estrela-do-mar (Ophidiaster ophidianus)
- Água-viva (Pelagia noctiluca)
- Caravela-portuguesa (Physalia physalis)
- Ratão (Taeniura grabata)
- Chicharro (Trachurus picturatus)
- Toninha-brava (Tursiops truncatus)
- Tartaruga-careta (Caretta caretta)
- Craca (Megabalanus azoricus)

## Flora marítima dominante
- Alga vermelha (Asparagopsis armata)
- Alga Roxa (Bonnemaisonia hamifera)
- Anémona-do-mar (Alicia mirabilis)
- Anémona-do-mar (Actiniaria)
- Alga castanha (Dictyota dichotoma)
- Ascídia-flor (Distaplia corolla)
- Musgo (Pterocladiella capillacea)
- Erva-patinha-verde (Ulva intestinalis)
- Alface do mar (Ulva rigida)

## Galeria

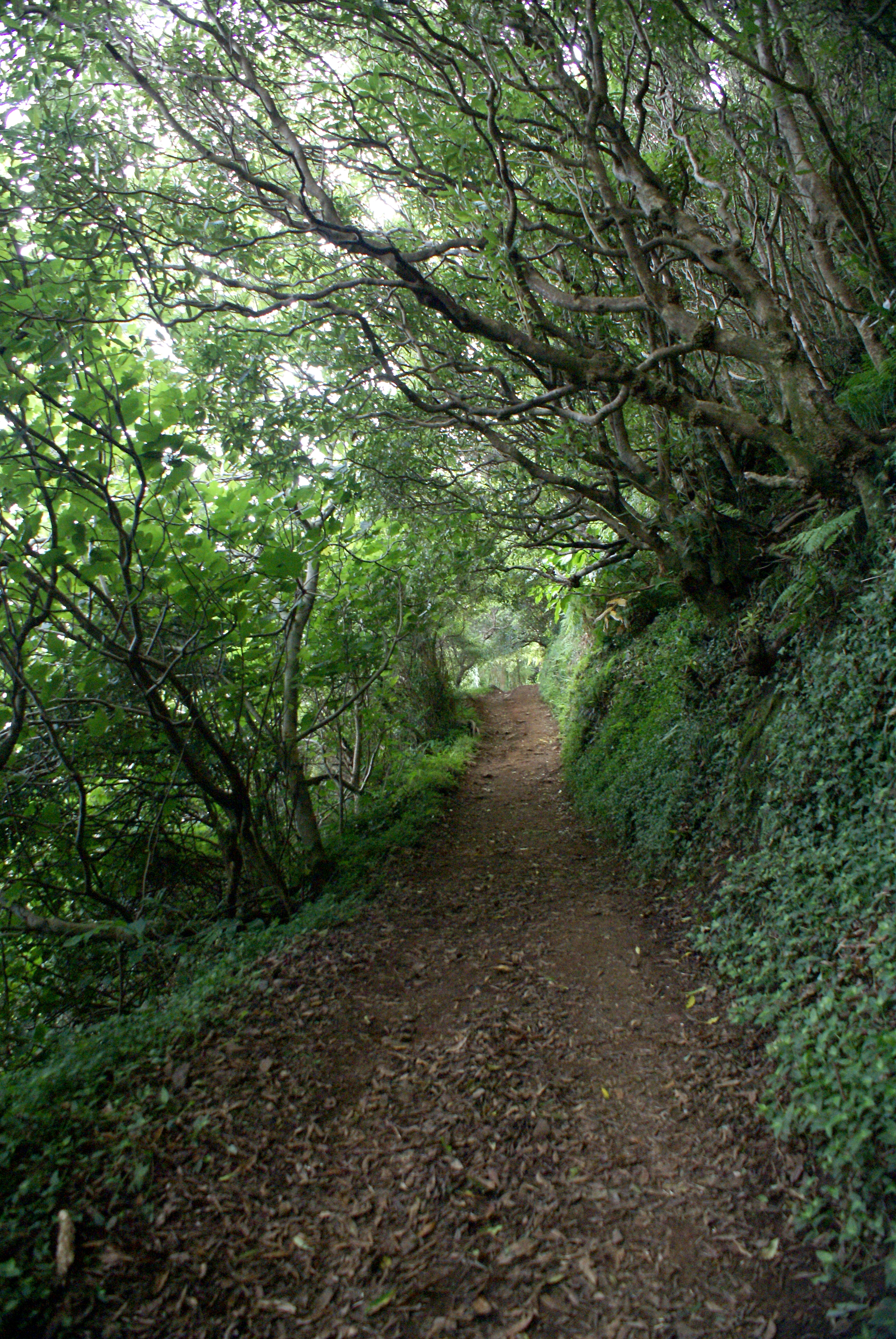
Caminho pedestre da Serra do Topo para a Fajã de Santo Cristo.
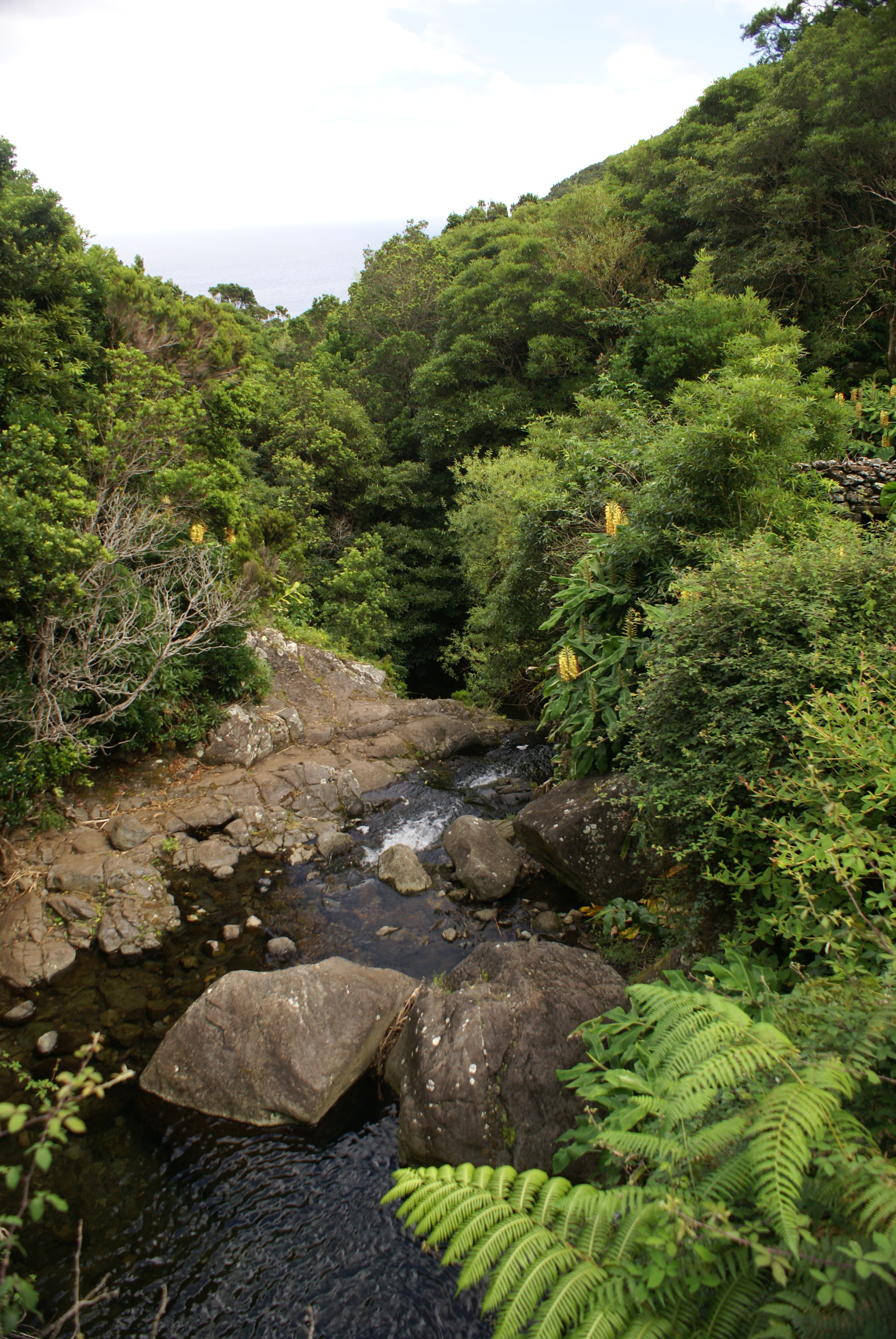
Caminho pedestre da Serra do Topo para a Fajã de Santo Cristo, A ribeira que desce as escarpas